# イグナシオ・ゴンサレス
ナチョ・ゴンサレス (Nacho González) こと、イグナシオ・マリア・ゴンサレス・ガッティ（Ignacio María González Gatti, 1982年5月14日 - ）は、ウルグアイ・モンテビデオ出身の元サッカー選手。ウルグアイ代表であった。現役時代のポジションはミッドフィールダー。

## クラブ経歴
2002年にモンテビデオにあるダヌービオFCからデビューすると、2008年までにリーグ戦通算170試合に出場して45得点し、2004年と2007年にリーグ優勝を果たした。2008年1月、フランス・リーグ・アンのASモナコに半年間の契約でレンタル移籍し、4月27日のオリンピック・マルセイユ戦 (2-3) で初得点した。
シーズン終了後にリーガ・エスパニョーラのバレンシアCFに完全移籍したが、9月1日にイングランド・プレミアリーグのニューカッスル・ユナイテッドFCに1年間の契約でレンタル移籍することが決まった。しかしケビン・キーガン監督はナチョの獲得後に「クラブ重役のデニス・ワイズが強引に契約を推し進めた」と主張し、「獲得前にはYouTubeでナチョのプレーを見ただけであり、チームには必要ないだろう」と語った。2009年10月、プレミアリーグの特別委員会はナチョのレンタル移籍がキーガン監督の要望によるものだったと確かめ、キーガン監督の主張は契約不履行に該当するとした。移籍が監督の希望によるものではなかった可能性があることに加え、2試合に出場した後にアキレス腱に重傷を負って4ヶ月の間戦線離脱したため、2009年2月に復帰した後も出場機会はなく、2008-09シーズンの出場は2試合に終わった。
2009年7月にバレンシアCFに復帰したが、2009-10シーズン前半戦は1度も試合に出場することがなく、2010年1月には半年間の契約でギリシャ・スーパーリーグのレヴァディアコスFCにレンタル移籍した。1月5日のAOカヴァラ戦でデビューし、2月のイラクリス・テッサロニキFC戦、PASヤニナFC戦で2戦連続得点した。シーズン後半の13試合に出場し、スーパーリーグ残留に貢献した。バレンシアCFに戻っても困難な状況は変わらず、2010年夏にセグンダ・ディビシオン（2部）から昇格したばかりのレバンテUDにレンタル移籍した。しかし、9月のレアル・マドリード戦 (0-0) で膝靭帯に重傷を負い、2010-11シーズン前半戦を丸々棒に振った。2011年1月にバレンシアCFに復帰したが、結局バレンシアCFではリーグ戦に1試合も出場することはなかった。
2011年7月、ベルギー1部のスタンダール・リエージュと2年契約を結んだ。

## 代表経歴
2006年3月1日にリヴァプールのアンフィールドで行われたイングランド戦 (1-2) 後半に途中出場し、ウルグアイ代表デビューを果たした。コパ・アメリカ2007にも出場して4位となり、ブラジルとの準決勝では後半開始から投入され、2-2の同点としたウルグアイは延長・PK戦に持ち込んだ。PK戦でナチョはキッカーを務めて成功させたが、結局4-5でPK戦に敗れた。2008年8月20日に札幌市の札幌ドームで行われたキリンチャレンジカップ・日本戦で初得点を決めた。2010年には2010 FIFAワールドカップに出場し、グループリーグ第1戦のフランス戦 (0-0) で63分間プレーした。チームは準決勝まで勝ち上がり、4位に躍進した。

## 代表歴

### 出場大会
- ウルグアイ代表
  - 2010 FIFAワールドカップ

### 試合数
- 国際Aマッチ 19試合 1得点（2006年-2010年）[9]

| ウルグアイ代表 | 国際Aマッチ | 国際Aマッチ |
| 年             | 出場        | 得点        |
| -------------- | ----------- | ----------- |
| 2006           | 4           | 0           |
| 2007           | 6           | 0           |
| 2008           | 6           | 1           |
| 2009           | 0           | 0           |
| 2010           | 3           | 0           |
| 通算           | 19          | 1           |

### 得点
| #  | 日時          | 場所               | 対戦相手 | スコア | 最終結果 | 大会                   |
| -- | ------------- | ------------------ | -------- | ------ | -------- | ---------------------- |
| 1. | 2008年8月20日 | 札幌市, 札幌ドーム | 日本     | 2-0    | 3-1      | キリンチャレンジカップ |